# 완벽한 남자를 만나는 방법
《완벽한 남자를 만나는 방법》은 1997년 11월 17일부터 12월 15일까지 방영된 한국방송공사 월화 미니시리즈로, 상처 없는 젊음은 없다는 말처럼 실연을 성장기의 통과 의례로 여기며 씩씩하게 일어서는 청춘남녀들의 모습을 코믹터치로 그렸다.
이 드라마는 캐스팅 문제로 인해 제작이 늦어지자 영화를 내보냈으며 첫 방영일도 1997년 11월 17일로 바뀌었다. 또한 12부작으로 기획되었으나 10%대의 저조한 시청률로 4회 축소된 8부작으로 조기 종영됐다.

### 방송 일시
| 방송 채널 | 방송 기간                    | 비고 |
| --------- | ---------------------------- | ---- |
| KBS 2TV   | 1997년 11월 17일 ~ 12월 15일 | 종료 |

## 등장 인물
- 정혜영 : 나은주 역 - 잡지사 자유기고가
- 류시원 : 이혁 역 - 컴퓨터 프로그래머
- 김태우 : 송정환 역 - 대기업 기획실장
- 이상아 : 민지영 역 - 기업 회장의 딸
- 박철 : 창호 역 - 신종 해결사
- 심혜진 : 송아 역
- 김창완 : 준구 역
- 견미리 : 은주의 이모 미희 역
- 이영주 : 혜정 역
- 이경심 : 은주의 친구 역
- 서동수
- 허영란
- 최우혁
- 이현균
- 김호영
- 송금식
- 이일웅
- 김경응
- 박정수
- 손호균
- 신귀식
- 김흥기
- 김인문
- 이병욱
- 노현희
- 신소미
- 민재희
- 김주호
- 권이지
- 강경헌
- 구자미
- 구본영
- 이칸희
- 김진국
- 서윤재

## 결방
- 1997년 12월 1일 : 시청자가 뽑은 다시 보고 싶은 영화 《로마의 휴일》 편성으로 인해 결방
- 1997년 12월 2일 : 시청자가 뽑은 다시 보고 싶은 영화 《티파니에서 아침을》 편성으로 인해 결방

## 참고 사항
- 당초 송아 역은 엄정화가 낙점됐으나 바쁜 스케줄 때문에 출연을 포기하자 혜정 역의 심혜진이 송아 역을 맡게 되었다. 혜정 역은 KBS 슈퍼 탤런트 출신 이영주가 맡게 되었고, 나은주와 송정환 역은 역시 KBS 슈퍼 탤런트 출신인 박선영과 김태우가 각각 낙점되었다.[3]
- 하지만 박선영이 《정 때문에》의 녹화 스케줄과 겹쳐 출연을 포기하자 SBS 공채 탤런트 출신 정혜영이 대타로 들어갔는데 이 과정에서 SBS 측과 한때 마찰을 빚었다.
- 환상적인 영상과 음악,[4] 미끄러질듯 유연한 카메라기법, 완급을 조절함으로써 순간의 이미지를 강렬하게 만드는 장면 묘사 등이 눈에 띄지만 큰 볼거리를 제공하지 못했으며, 등장 인물들도 어설픈 연기에 심리묘사까지 부족해 별다른 매력을 주지 못했다.
- 부잣집 딸과 결혼하기 위해 장래를 약속한 연인을 배신한다는 내용이 가뜩이나 어려운 IMF 시대에 배금주의를 부추긴다는 지적을 받았다.[5]